# Великий Дехан
Великий Деха́н (каз. Үлкен Диқан) — село у складі Уйгурського району Алматинської області Казахстану. Входить до складу Малодеханського сільського округу.
У радянські часи село називалось Великий Декхан або Великий Ашинахо.
Населення — 886 осіб (2021; 992 у 2009, 957 у 1999, 868 у 1989).